# Teodor Làdico i Font
Teodor Làdico i Font (Maó, 6 d'abril de 1825 - 8 de desembre de 1912) fou un comerciant i polític menorquí. Es dedicà al comerç i s'afirmava d'ell que era d'origen grec i que tenia una gran fortuna.

## Biografia
Quan es va produir la revolució de 1868 formà part de la Junta de Govern provisional de les Illes Balears, on va dirigir el diari El Menorquín, de tendència republicana, i fou elegit diputat per Maó a les eleccions generals espanyoles d'abril de 1872 i de 1873. Després de la dimissió de Joan Tutau i Vergés com a ministre d'hisenda, Francesc Pi i Margall el va nomenar ministre l'11 de juny malgrat la seva falta de preparació, però el 28 va dimitir. Per tal de millorar la precària situació de la hisenda republicana, va demanar autorització per l'arrendament de tabacs de les Filipines, i també negocià un emprèstit de 500 milions de pessetes amb els Estats Units.
Després de la restauració borbònica fou nomenat senador per Puerto Rico el 1887-1888 i el 1893-1894.